# Breutelia griffinii
Breutelia griffinii là một loài rêu trong họ Bartramiaceae. Loài này được J.-P. Frahm mô tả khoa học đầu tiên năm 2011.